# 부탄홍미

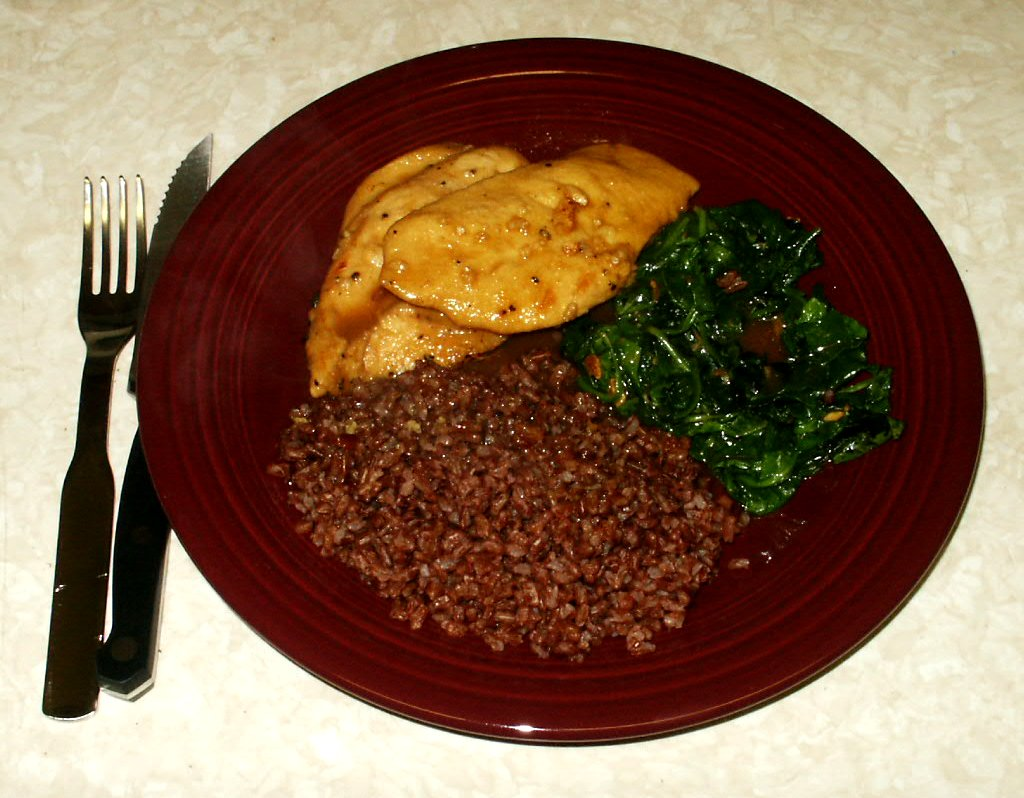
치킨, 시금치와 부탄홍미

부탄홍미(Bhutan紅米)는 중립종 홍미(붉은쌀)의 일종으로, 히말라야산맥 동부에 있는 부탄에서 재배된다. 부탄홍미는 부탄인들의 주식으로 이용되는 쌀이다.

## 같이 보기
- 카마르그홍미

## 참고
- Alford, Jeffrey; Naomi Duguid (1998). 《Seductions of Rice》. New York: Artisan. ISBN 1-57965-113-5.